# Nová Polianka
Nová Polianka, russinisch Нова Полянка/Nowa Poljanka (bis 1948 slowakisch „Mergeška“; ungarisch Mérgesvágása – bis 1907 Mergeska) ist eine Gemeinde im Nordosten der Slowakei mit 71 Einwohnern (Stand 31. Dezember 2024), die im Okres Svidník, einem Kreis des Prešovský kraj sowie in der traditionellen Landschaft Šariš liegt.

## Geographie

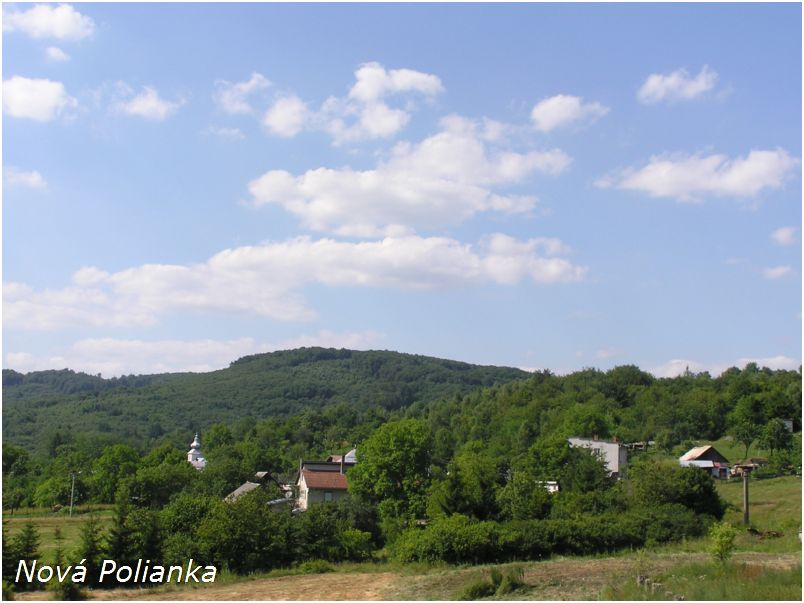
Nová Polianka

Die Gemeinde befindet sich in den Niederen Beskiden im Bergland Ondavská vrchovina, am Oberlauf des Baches Olšava im Einzugsgebiet der Ondava. Das Ortszentrum liegt auf einer Höhe von 337 m n.m. und ist sieben Kilometer von Svidník entfernt (Straßenentfernung).
Nachbargemeinden sind Vagrinec im Norden, Vislava im Osten, Potoky im Süden, Stročín im Südwesten und Westen und Svidník im Nordwesten.

## Geschichte
Nová Polianka wurde im späten 14. Jahrhundert nach deutschem Recht gegründet, zum ersten Mal 1414 als Mergusvagasa schriftlich erwähnt und war Teil der Herrschaft von Makovica. 1427 wurden 17 Porta verzeichnet.
1787 hatte die Ortschaft 31 Häuser und 225 Einwohner, 1828 zählte man 33 Häuser und 259 Einwohner, die als Viehzüchter beschäftigt waren.
Bis 1918 gehörte der im Komitat Sáros liegende Ort zum Königreich Ungarn und kam danach zur Tschechoslowakei beziehungsweise heute Slowakei. In der Zeit der ersten tschechoslowakischen Republik waren die Einwohner als Waldarbeiter tätig, andererseits wanderten viele Einwohner aus. Nach dem Krieg pendelte ein Teil der Einwohner zur Arbeit in Industriebetriebe in Svidník und Košice.

## Bevölkerung
| Jahr                | 1994 | 2004    | 2014     | 2024    |
| ------------------- | ---- | ------- | -------- | ------- |
| Anzahl der Personen | 64   | 58      | 78       | 71      |
| Unterschied         |      | −9,37 % | +34,48 % | −8,97 % |

| Jahr                | 2023 | 2024    |
| ------------------- | ---- | ------- |
| Anzahl der Personen | 67   | 71      |
| Unterschied         |      | +5,97 % |

Gemäß der Volkszählung 2011 wohnten in Nová Polianka 79 Einwohner, davon 56 Slowaken, 12 Russinen, zwei Ukrainer und ein Tscheche. Ein Einwohner gab eine andere Ethnie an und sieben Einwohner machten keine Angabe zur Ethnie.
53 Einwohner bekannten sich zur orthodoxen Kirche, neun Einwohner zur griechisch-katholischen Kirche und sechs Einwohner zur römisch-katholischen Kirche. Drei Einwohner waren konfessionslos und bei acht Einwohnern wurde die Konfession nicht ermittelt.

## Bauwerke

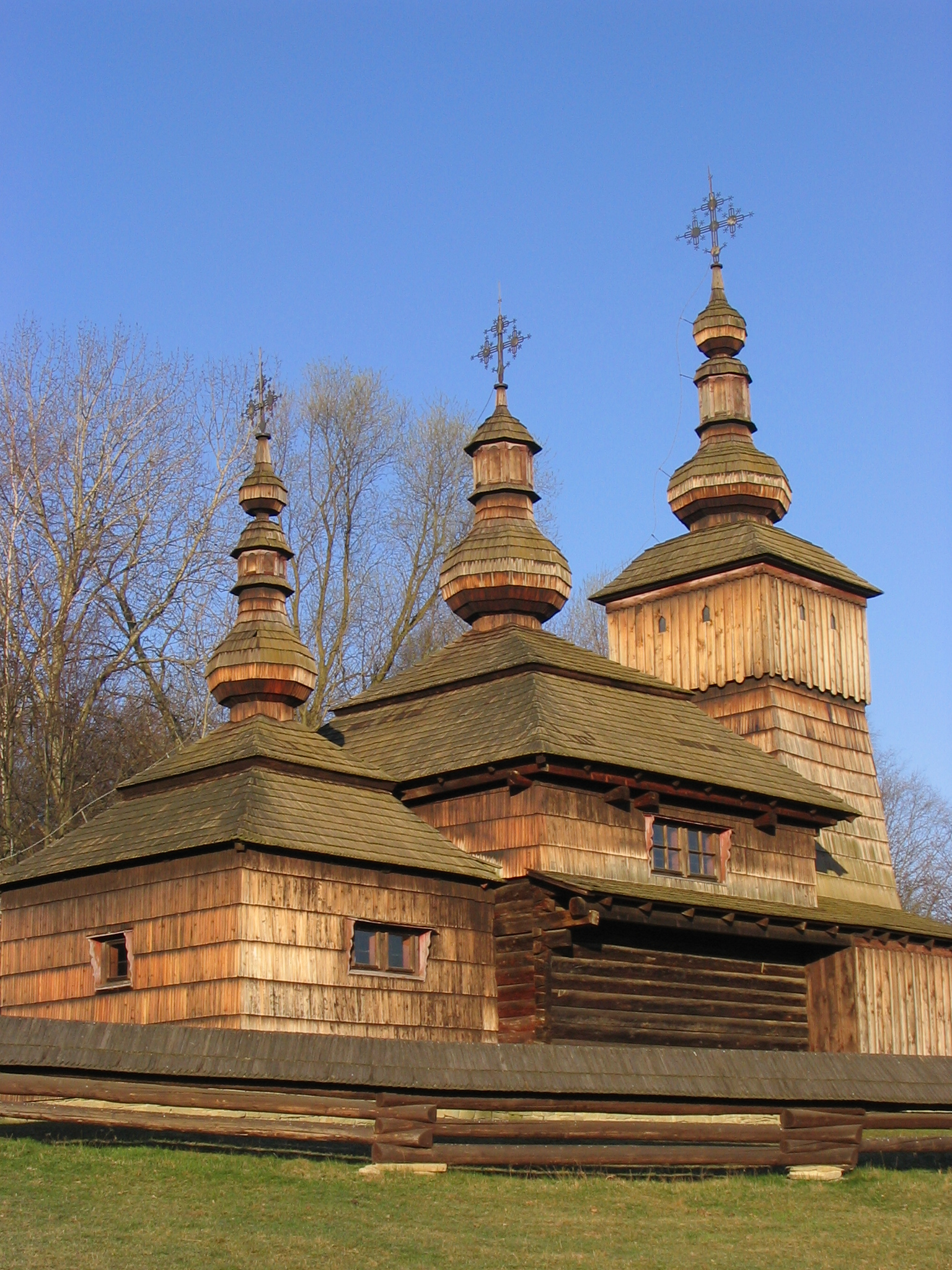
Holzkirche Hl. Paraskevi aus Nová Polianka

- griechisch-katholische Peter-und-Paul-Kirche aus dem Jahr 1937[6]
- griechisch-katholische Holzkirche Hl. Paraskevi aus dem Jahr 1763 (nach anderen Angaben 1766), im Zweiten Weltkrieg beschädigt, aber nach Kriegsende saniert, heute ist sie im Museum der ukrainischen Kultur (Freilichtmuseum) in Svidník zu sehen[7]

## Verkehr
Nach Nová Polianka führt nur die Cesta III. triedy 3549 („Straße 3. Ordnung“) als Abzweig der Cesta I. triedy 21 („Straße 1. Ordnung“) von Lipníky nach Svidník und weiter zur polnischen Grenze bei Vyšný Komárnik.